# Terpinène
Les terpinènes sont trois hydrocarbures isomériques qui sont classés parmi les monoterpènes. Chacun a la même formule chimique et la même structure mais ils diffèrent dans la position d'une double liaison carbone-carbone. L'α-terpinène a été isolé des huiles de cardamome (Elettaria cardamomum) et de marjolaine (Origanum majorana) et d'autres sources naturelles. Le β-terpinène n'a pas de source naturelle connue mais il a été préparé synthétiquement à partir du sabinène. Le γ-terpinène se trouve dans la nature et a été isolé de nombreuses sources végétales comme la coriandre (Coriandrum sativum), les citrons (Citrus limon), le cumin (Cuminum cyminum) et l'arbre à thé (Melaleuca alternifolia).